# Elops machnata
Elops machnata is een straalvinnige vissensoort uit de familie van tienponders (Elopidae). De wetenschappelijke naam van de soort is, als Argentina machnata, voor het eerst geldig gepubliceerd in 1775 door Forsskål. Deze soort leeft in kustgebieden van de Indische Oceaan.